# Xavier Jan
Xavier Jan (Dinan, 2 de juny de 1970) va ser un ciclista francès, que fou professional des del 1996 fins al 2003.

## Palmarès
- 1994
  - 1r a la Ronda de l'Isard d'Arieja
  - 1r al Tour de Bigorre
- 1995
  - Vencedor d'una etapa a la Mi-août bretonne
- 2001
  - 1r a la Ster Elektrotoer
- 2002
  - 1r al Gran Premi d'Obertura La Marseillaise

### Resultats al Tour de França
- 1998. 77è de la classificació general
- 2000. 76è de la classificació general
- 2001. No surt (14a etapa)

### Resultats a la Volta a Espanya
- 2002. Abandona (5a etapa)